# 충청북도충주학생회관
충청북도충주학생회관(忠淸北道忠州學生會館)은 지방교육자치에 관한 법률 제32조에 따라 청소년들의 교양증진, 소질계발, 정서순화 등 전인교육에 기여하고, 지식·정보 제공으로 평생교육·문화발전에 기여하기 위하여 충청북도교육청 산하에 설치된 소속기관이다.